# توماس إف. دبليو بارت
توماس إف. دبليو بارت (بالنرويجية: Thomas Barth)‏ (و. 1899 – 1971 م) هو عالم معادن، وجيولوجي، وبروفيسور نرويجي، وكان عضوًا في الأكاديمية النرويجية للعلوم والآداب، والأكاديمية الألمانية للعلوم ليوبولدينا، توفي في أوسلو، عن عمر يناهز 72 عاماً.

## التعليم
تعلم في جامعة أوسلو.

## جوائز
حصل على جوائز منها:
- Roebling Medal [الإنجليزية]‏ (1960)
- Reusch Medal [الإنجليزية]‏
- وسام القديس أولاف.